# Kokardenblumen
Die Pflanzengattung Kokardenblumen (Gaillardia), auch Papageienblumen oder Malerblumen genannt, gehört zur Familie der Korbblütler (Asteraceae). Es gibt 15 bis 29 Arten von den USA bis ins südliche Südamerika und viele Hybriden. Mit dem Gattungsnamen ehrte Auguste Denis Fougeroux de Bondaroy den französischen Adligen und Hobbybotaniker Antoine René Gaillard de Charentonneau (* ca. 1720; † um 1788).

## Beschreibung

### Vegetative Merkmale
Kokardenblumen-Arten sind einjährig oder ausdauernde krautige Pflanzen oder Halbsträucher. Die wechselständig angeordneten Laubblätter sind gestielt oder sitzend. Die Blattspreiten sind meist einfach; sie können auch gefiedert sein. Die Blattränder sind gezähnt oder glatt.

### Generative Merkmale

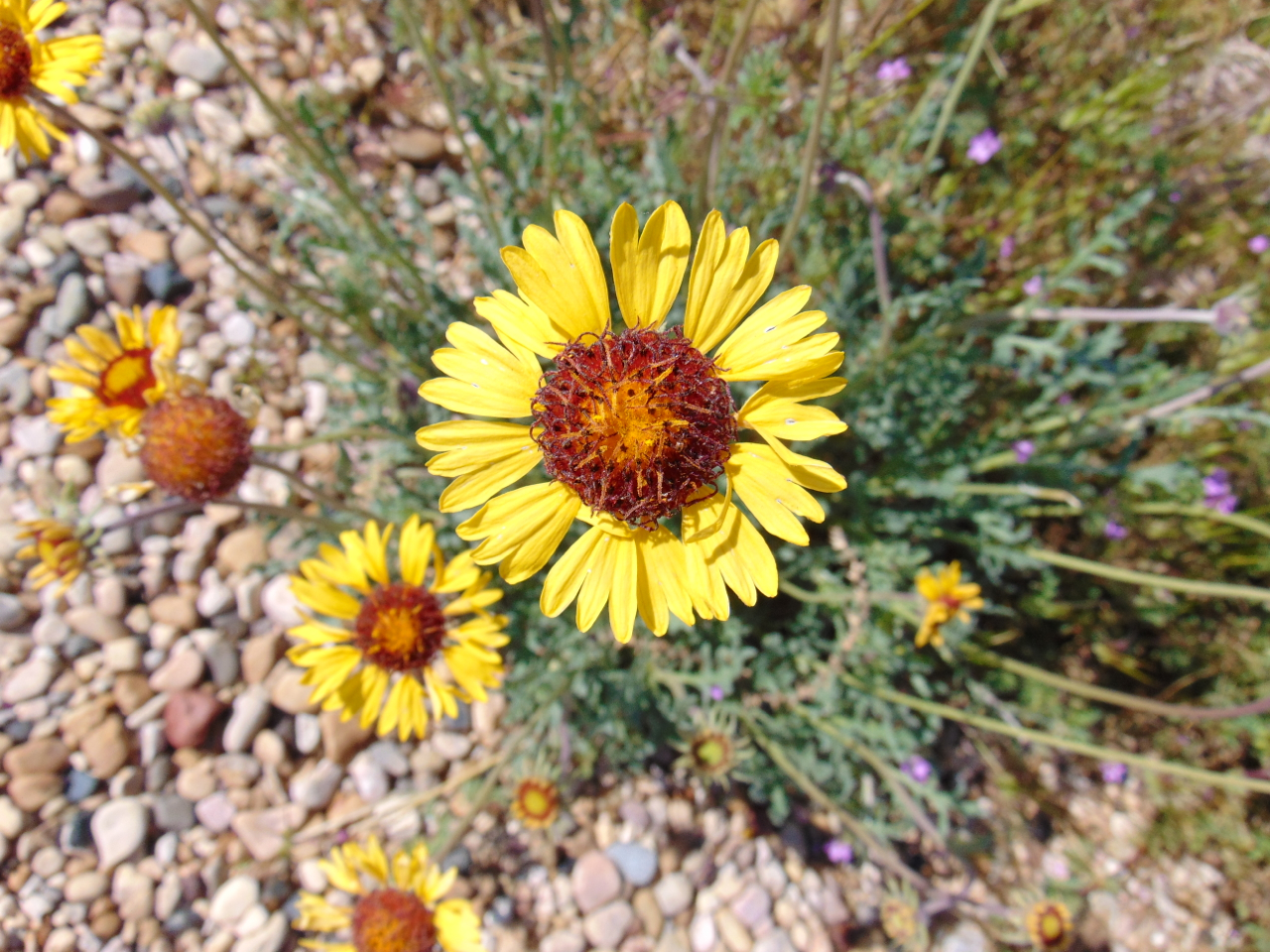
Gaillardia pinnatifida

Die körbchenförmigen Blütenstände stehen einzeln am Stängel. Es sind Hüllblätter vorhanden. Die Blütenkörbe enthalten außen einen Kranz mit 5 bis über 15 (können fehlen) zygomorphen Zungenblüten (= Strahlenblüten) und innen 20 bis über 100 radiärsymmetrische, fertile Röhrenblüten (= Scheibenblüten). Die Achänen haben einen Pappus.

## Systematik und Verbreitung
Die Gattung Gaillardia wurde durch Auguste Denis Fougeroux de Bondaroy aufgestellt.
Es gibt 15 bis 29 Gaillardia-Arten (Auswahl):
- Sommer-Kokardenblume (Gaillardia aestivalis (Walter) H.Rock, Syn.: Helenium aestivale Walter, Gaillardia aestivalis var. flavovirens (C.Mohr) Cronquist, Gaillardia chrysantha Small, Gaillardia fastigiata Greene, Gaillardia lanceolata Michaux, Gaillardia lanceolata var. fastigiata (Greene) Waterfall, Gaillardia lanceolata var. flavovirens C.Mohr, Gaillardia lutea Greene): Die Heimat ist Illinois, Kansas, Missouri, Oklahoma, Texas, Alabama, Arkansas, Florida, Georgia, Louisiana, Mississippi und South Carolina.[2]
- Gaillardia amblyodon Gay: Sie kommt auf sandigen Böden in Texas vor.[2]
- Prärie-Kokardenblume (Gaillardia aristata Pursh): Sie ist in Kanada und den USA verbreitet. In Europa und in Südamerika ist sie ein Neophyt.[2]
- Gaillardia arizonica A.Gray: Sie kommt in Höhenlagen von 300 bis 1200 Metern in den US-Bundesstaaten Arizona, Nevada, Utah und im mexikanischen Bundesstaat Sonora vor.
- Gaillardia coahuilensis B.L.Turner: Diese einjährige Pflanze ist in Texas und im mexikanischen Bundesstaat Coahuila beheimatet.
- Gaillardia comosa A.Gray: Sie kommt im nördlichen Mexiko vor.
- Gaillardia megapotamica(Spreng.) Baker: Sie kommt in Brasilien, Argentinien und Uruguay vor.[2]
- Gaillardia mexicana A. Gray: Sie kommt in Mexiko vor.
- Gaillardia multiceps Greene: Sie kommt auf Gipsböden in Höhenlagen von 1100 bis 1800 Metern in Arizona, New Mexico und Texas vor.
- Gaillardia parryi Greene (Syn.: Gaillardia acaulis A.Gray): Sie kommt in Höhenlagen von 1200 bis 2000 Metern in Arizona und Utah vor.
- Gaillardia pinnatifida Torrey (Syn.: Gaillardia flava Rydberg, Gaillardia gracilis A.Nelson, Gaillardia mearnsii Rydberg, Gaillardia pinnatifida var. linearis (Rydberg) Biddulph): Sie gedeiht in Höhenlagen zwischen 900 und 2000 Metern in Arizona, Colorado, Nevada, New Mexico, Oklahoma, Texas und Utah und in den mexikanischen Bundesstaaten Chihuahua, Coahuila, Durango und Sonora.
- Kurzlebige Kokardenblume (Gaillardia pulchella Foug.; Syn.: Gaillardia drummondii (Hooker) de Candolle; Gaillardia neomexicana A. Nelson; Gaillardia picta D. Don; Gaillardia pulchella var. australis B. L. Turner & M. Whalen; Gaillardia pulchella var. picta (D. Don) A. Gray): Ihre Heimat sind die USA, wo sie in Höhenlagen zwischen 0 und 1800 Metern gedeiht, sowie die mexikanischen Bundesstaaten Chihuahua, Coahuila, Nuevo Leon, Sonora und Tamaulipas.[2]
- Gaillardia spathulata A.Gray: Sie gedeiht in Colorado und Utah in Höhenlagen zwischen 1200 und 2400 Metern.
- Strahllose Kokardenblume oder Duftende Kokardenblume (Gaillardia suavis (A.Gray & Engelmann) Britton & Rusby): Sie gedeiht in Höhenlagen zwischen 30 und 800 Metern in Kansas, Oklahoma und Texas und in den mexikanischen Bundesstaaten Coahuila, Nuevo León und Tamaulipas.

Hybride:
- Gaillardia × grandiflora van Houtte (= Gaillardia aristata × Gaillardia pulchella)

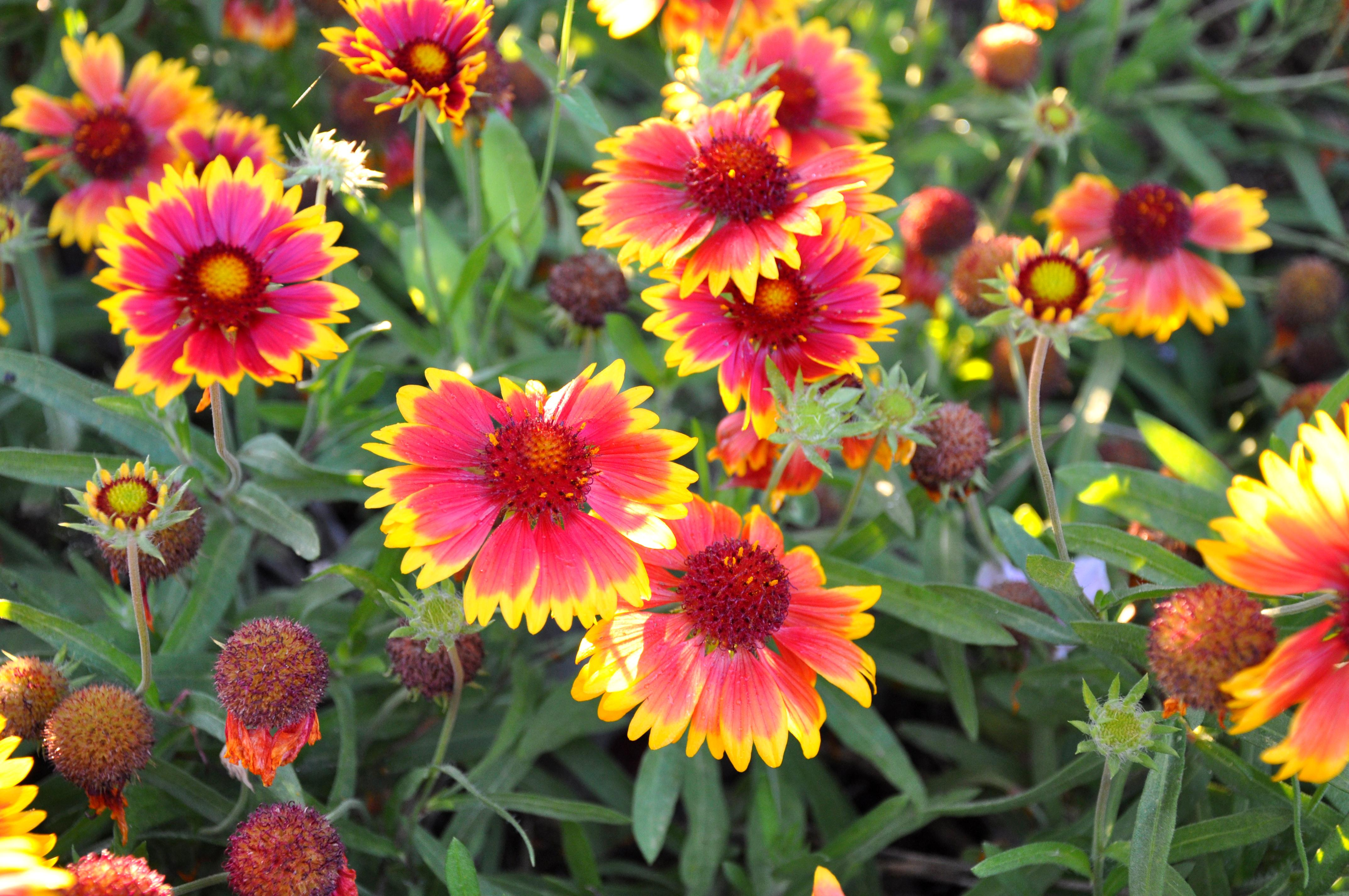
Gaillardia ×grandiflora

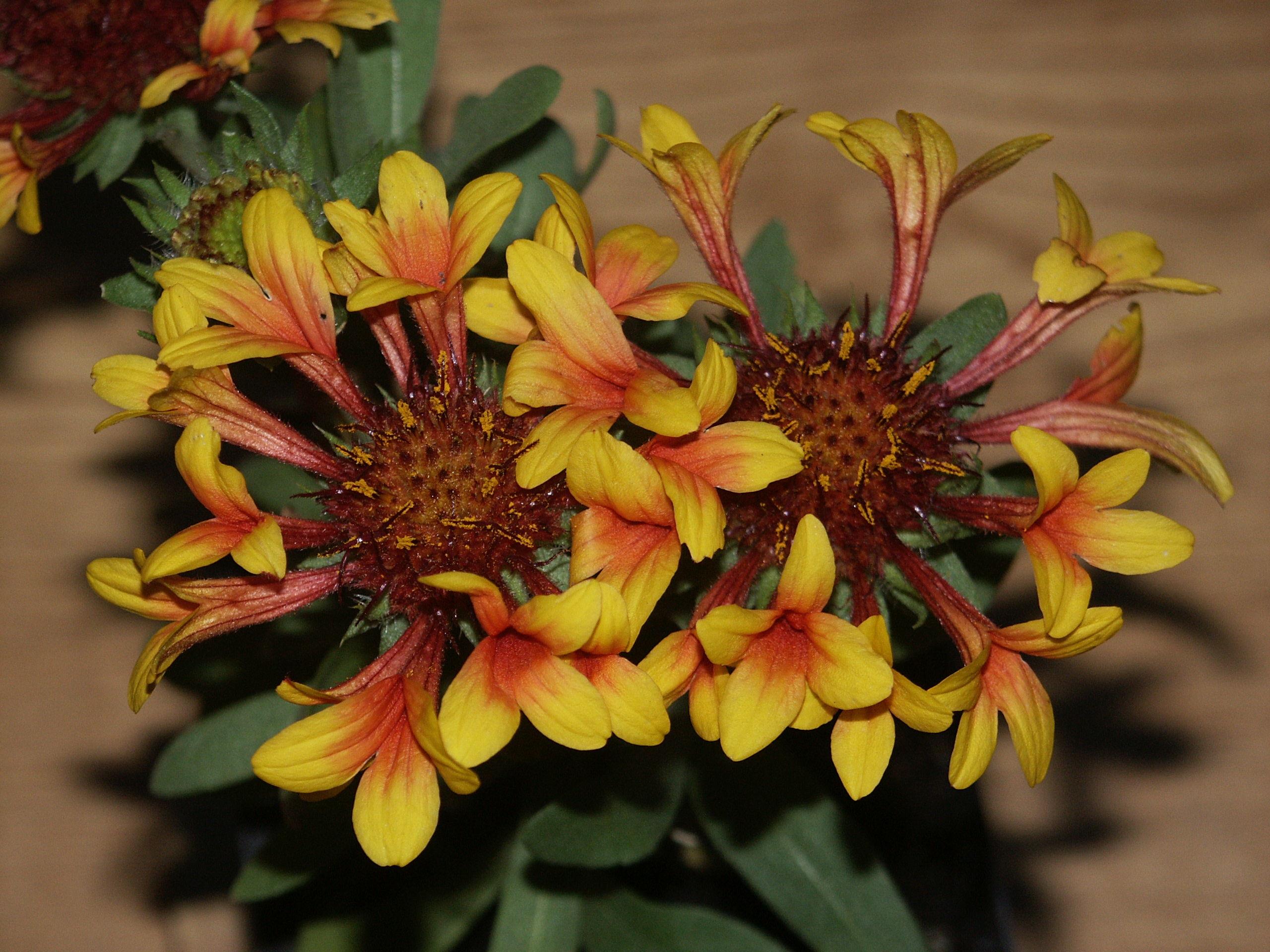
Kokardenblumen-Hybride

## Nutzung
Als Zierpflanzen eignen sich Hybriden für große Blumenbeete. Manche Kokardenblumen-Sorten, die Wuchshöhen von 30 bis 50, selten bis zu 80 Zentimetern erreichen, sind haltbare Schnittblumen. Oft haben die körbchenförmigen Blütenstände eine rote erhabene Scheibe in der Mitte. Die Einzelblüten sind meist rot oder gelb. Die Blütezeit ist von Anfang Juni bis Oktober.

## Bilder
Prärie-Kokardenblume (Gaillardia aristata):

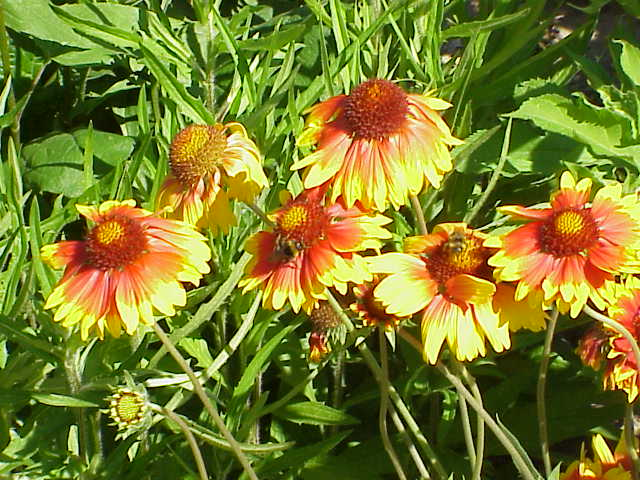
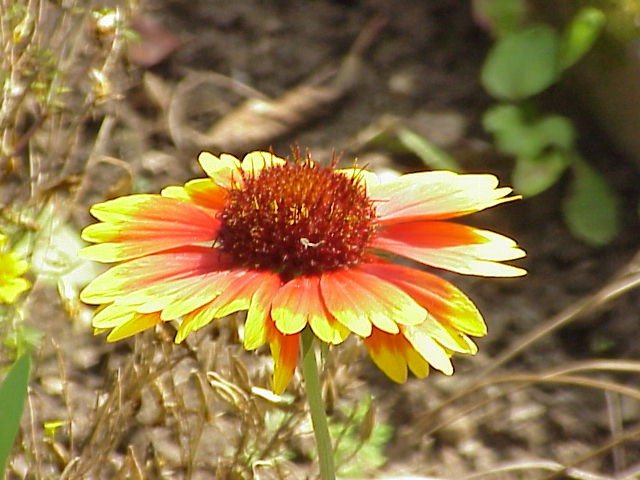
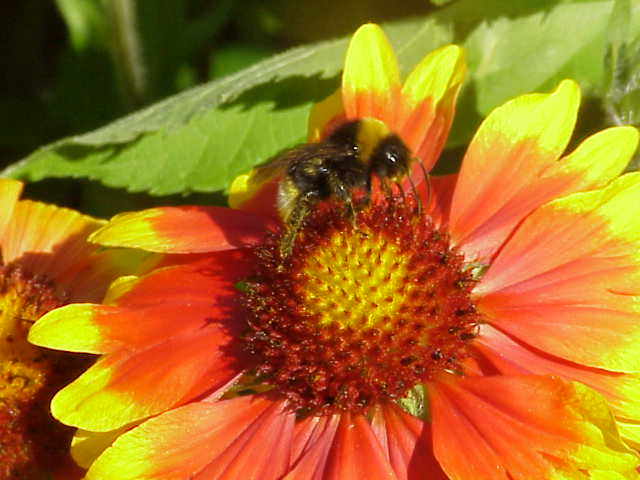
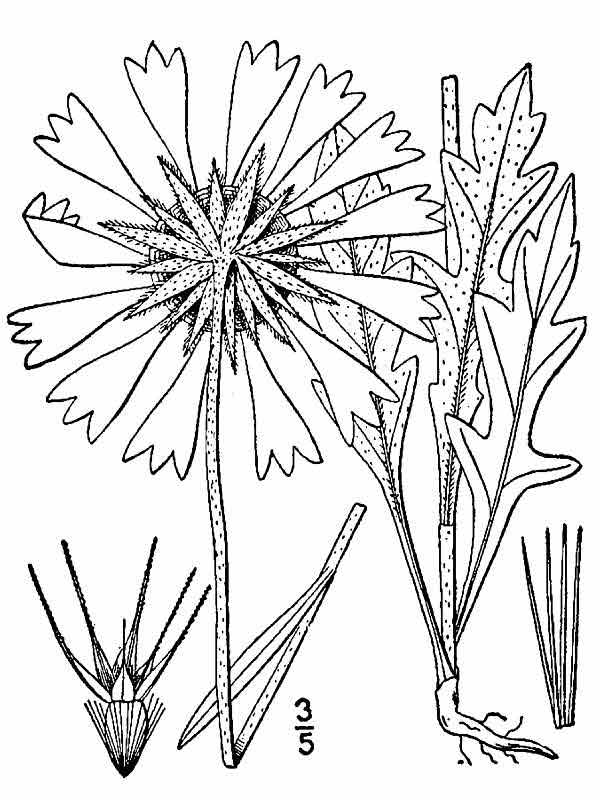
Illustration